# Franz Mattes (Geistlicher)
Franz Mattes (* 2. Mai 1949 in Hepberg) ist ein deutscher katholischer Geistlicher, Domkapitular und Caritasdirektor des Bistums Eichstätt.

## Leben
Mattes machte eine Ausbildung zum Maschinenschlosser bei Auto Union. Danach besuchte er die Berufsaufbauschule und das Bayernkolleg Augsburg. 1971 begann er ein Studium der Theologie im Priesterseminar Eichstätt. Am 21. November 1976 wurde er zum Diakon geweiht und am 18. Juni 1977 durch Alois Brems zum Priester geweiht. Danach war er Kaplan in Pleinfeld und St. Johannes,  Neumarkt in der Oberpfalz. 1981 erfolgte die Ernennung zum Leiter des bischöflichen Seminars St. Willibald. 1986 wurde der Domvikar und Mentor der Religionspädagogen und Laientheologen. Ab 1990 war er Pfarrer in Deining und Großalfalterbach. 1992 kam er nach Döllwang. 1997 wurde er dann Dompfarrer in Eichstätt und Domkapitular. Am 12. Juni 2011 wurde er zum Dekan des Dekanats Eichstätt. Ab 1. August 2012 ist er der Nachfolger von Rainer Brummer als Caritasdirektor der Diözese Eichstätt, Leiter der Hauptabteilung Caritas und Soziales im Bischöflichen Ordinariat und Vorsitzender der Caritasstiftung Eichstätt. 2019 ging er in den Ruhestand und war ein halbes Jahr Caritaspräses.
Seit 1971 ist er Mitglied der katholischen Studentenverbindung KDStV Alcimonia Eichstätt.